# 儒勒·格雷維
弗朗索瓦·朱迪特·保罗·格雷维（法語：François Judith Paul Grévy，法語發音：[fʁɑ̃swa ʒydit pɔl ɡʁevi]，1807年8月15日—1891年9月9日），常称儒勒·格雷维（Jules Grévy，[ʒyl ɡʁevi]），法國共和派政治家，首位共和派法國總統（1879－1887）。他确定了第三共和在法国的建立。
格雷维曾参加1848年的制宪会议，由于担心路易-拿破仑（拿破仑三世）东山再起，他主张设立权利较小的行政首脑，这一观点，他始终坚持不渝。1851年—1868年离职，操律师业，但仍参加共和派的政治活动。1868年选入立法团，很快成为自由反对派领袖。1870年第二帝国崩溃后，他任新成立的国民议会议长（1871年—1873年）和众议院议长（1876年）。
1879年1月帕特里斯·麦克马洪元帅辞职，他击败对手莱昂·甘必大，当选为总统。在职期间，他努力缩小自己的权力，避免行使過多權力影響共和派控制的國民議會，坚持要有一个强大的立法机构，這使得法國總統在此後的80年成為虛位元首。他的外交政策十分明智，特别是在普法战争惨败后，他抵制了向德国复仇的民族主义要求，并反对法国扩大在非洲的殖民地，但支持法國在越南的擴張。
1885年連任成功，1887年因其女婿捲入一場政治醜聞，雖與他本人無涉，卻被迫辭職。